# Acuatempa
Acuatempa es una localidad de México perteneciente al municipio de Huejutla de Reyes en el estado de Hidalgo.

## Toponimia
En náhuatl: En la orilla de agua buena.

## Idioma
El idioma de Acuatempa se compone principalmente de Náhuatl, la lengua indígena tradicional, y del español, resultado de la influencia histórica y cultural en la región, comúnmente hablada por adolescentes y personas no mayores a los 60.

## Gastronomía
La gastronomía de Acuatempa es una verdadera fusión de sabores que refleja su rica herencia cultural. Entre sus platillos más emblemáticos se encuentran el zacahuil, las enchiladas, los tamales, las empanadas y el atole agrio, elaborados con maestría y pasión por la tradición. Además, destacan los platillos derivados del anjojolín, que aportan un toque único y distintivo a la cocina local.
En cuanto a las bebidas, Acuatempa ofrece una variedad refrescante de aguas naturales con sabores auténticos como tamarindo, melón, sandía, piña y coco, que son delicias para el paladar en cualquier momento del día. Para quienes desean adentrarse más en la experiencia culinaria, se pueden degustar atoles tradicionales como el atole de masa y el atole de elote, que reconfortan el alma con su sabor reconfortante y familiar.

## Flora y fauna
La riqueza natural de Acuatempa se manifiesta en su variada flora y fauna, donde coexisten numerosas especies que enriquecen su ecosistema. Entre los animales principales que habitan la región se encuentran los venados, armadillos, serpientes de diversas especies como la corralillo, jabalíes, aves como zopilotles, chachalacas, cotorros, pavos reales, tortolitos, colibríes, tordos, pájaros carpinteros, colondrinas, patos salvajes, cisnes, garzas, y una variedad de peces y camarones en sus cursos de agua. Además, no faltan los insectos como gusanos carroñeros, cien pies y sapos, junto con mamíferos como perros, puercos, vacas, tlacuaches, mapaches, conejos y liebres.
Por otro lado, la flora de Acuatempa es igualmente diversa y colorida, con especies como la bugambilia, limonera, mangos, plátanos, limones, naranjas, limas, aguacates, yucas, jícamas, cacahuates, mini cocos (coyol), tamarindos, jobos, nopales, maracuyá, pemuches, zapotes, guanábanas, rosas, tulipanes, hortensias, claveles, chalahuites, y destacando entre todas, la flor más emblemática y significativa: el cempasúchil, que adorna y da vida a los rituales y festividades locales con su vibrante color y aroma característicos. Esta amplia gama de flora y fauna contribuye a la belleza y vitalidad de Acuatempa, siendo un tesoro natural que merece ser preservado y admirado.

## Vestimenta
La vestimenta tradicional en Acuatempa refleja la rica herencia cultural y la identidad arraigada en sus habitantes. En el caso de las mujeres, la vestimenta principal incluye el traje nahua, compuesto por un mandil que adorna la parte delantera, una camisa finamente bordada a mano con motivos tradicionales, y guaraches de hule que brindan comodidad en cada paso. Además, en el cabello lucen trenzas entrelazadas con listones coloridos, acentuando su belleza con preciosos aretes y collares que complementan su atuendo de manera elegante y distintiva.
Por otro lado, los hombres también mantienen sus raíces en la vestimenta tradicional, utilizando pantalones de vestir combinados con playeras de nailon que les proporcionan frescura y libertad de movimiento, junto con zapatos de plástico que garantizan durabilidad y resistencia en su jornada diaria. Para ocasiones más formales o para aquellos que prefieren una vestimenta más tradicional, optan por la clásica ropa de manta, la cual se caracteriza por su comodidad y versatilidad, combinada con guaraches que reflejan la autenticidad y la conexión con las tradiciones locales.
Esta diversidad en la vestimenta de Acuatempa muestra el respeto y la continuidad de las costumbres ancestrales, enriqueciendo el patrimonio cultural de la región y manteniendo viva la identidad de su gente a través de la indumentaria que visten con orgullo y elegancia.

## Historia
Hace 130 años, un grupo de indígenas visionarios fundó Acuatempa, marcando así el inicio de una historia llena de tradición, cultura y crecimiento. Desde sus humildes comienzos, este pueblo ha experimentado un notable impacto en su evolución, transformándose en un vibrante centro de vida que atrae a personas de diversas procedencias y culturas.
El legado de sus fundadores perdura en cada aspecto de la vida en Acuatempa. Las tradiciones arraigadas en la comunidad se entrelazan con las costumbres ancestrales, creando un tejido cultural único que se manifiesta en celebraciones, rituales y prácticas cotidianas.
La gastronomía local es un reflejo de esta rica historia, con platos tradicionales que han pasado de generación en generación, como el zacahuil, las enchiladas, los tamales y el atole agrio, deleitando paladares y preservando la autenticidad culinaria de la región.
La vestimenta también es un testimonio vivo de la identidad de Acuatempa. Las mujeres lucen con orgullo el traje nahua, mientras que los hombres combinan elementos modernos con la clásica ropa de manta y guaraches, manteniendo así viva la conexión con sus raíces.
El trabajo y la dedicación de sus habitantes han contribuido al crecimiento constante del pueblo, que cada día ve expandirse sus límites y su influencia. Lugares hermosos como paisajes naturales, plazas históricas y edificaciones emblemáticas dan testimonio del progreso y la belleza que caracterizan a Acuatempa.

## Música
La música en Acuatempa es una expresión vibrante de su cultura y tradiciones arraigadas. Los sonidos de la banda de viento y los acordes de los tríos llenan el aire de melodías que evocan emociones y recuerdos en cada rincón del pueblo. Además, los ritmos alegres de los tríos guapangueros añaden un toque festivo y característico a las celebraciones locales.
Las danzas de los Tres Colores y las Hinditas son espectáculos que cautivan a residentes y visitantes por igual. Estas expresiones artísticas, con sus movimientos elegantes y significados simbólicos, dan vida a las festividades más importantes del calendario en Acuatempa.
En marzo, durante la Semana Santa, las calles se llenan de música y color con las danzas y los ritmos de la banda de viento, creando una atmósfera de devoción y celebración que resuena en toda la comunidad. Asimismo, en diciembre, durante la época decembrina, las notas alegres de la música tradicional acompañan las festividades navideñas, uniendo a familias y amigos en momentos de alegría y unión.
Estas expresiones musicales y dancísticas no solo son entretenimiento, sino también un legado cultural que se transmite de generación en generación, enriqueciendo el patrimonio de Acuatempa y fortaleciendo el sentido de identidad y pertenencia de su gente.

## Tradiciones y costumbres
En Acuatempa, las costumbres y tradiciones son el alma de la comunidad, y una de las más arraigadas es el Xantolo, conocido comúnmente como el Día de Muertos. En esta celebración, se honra y festeja a los difuntos de las familias de la comunidad de una manera única y especial.
Las festividades del Xantolo están llenas de rituales significativos. Se elaboran ofrendas y se montan altares que contienen elementos simbólicos como pan dulce, tamales dulces, chocolate, café, pan y otros manjares favoritos de los difuntos. Además, se construye un arco decorado con palma y flores de cempasúchil, y se añaden velas con figuras de barro y calaveras de dulce.
El 1 de noviembre se dedica a conmemorar a los niños fallecidos, siendo costumbre ofrendarles ropa y juguetes. El 2 de noviembre se recuerda a los adultos, y es tradición acudir al cementerio para colocar ofrendas y rememorar los momentos compartidos con ellos. Durante estos días también se realizan misas y bailes, donde las personas se disfrazan y bailan al ritmo de bandas de viento, recreando personajes como abuelos o figuras modernas de terror.
La culminación de estas festividades se da con un baile final, donde se quema una serie de muñecos infantiles rellenos de pirotecnia, creando un espectáculo de luces y colores que marca el cierre de esta celebración tan significativa para Acuatempa.

## Educación
Acuatempa, en la actualidad, cuenta con tres importantes instituciones educativas que son fundamentales para el desarrollo y el futuro de su comunidad. Estas instalaciones abarcan desde el nivel preescolar hasta la educación secundaria, brindando así una base sólida y completa para el aprendizaje de los niños y jóvenes del pueblo.
En primer lugar, el Jardín de Niños "Profesor José P. Cabrera Licona" representa el inicio del camino educativo para los más pequeños de Acuatempa. Aquí, se fomenta el desarrollo integral de los niños a través de actividades lúdicas y pedagógicas que estimulan su creatividad, habilidades sociales y conocimientos básicos.
La Escuela Primaria "Miguel Hidalgo" es el siguiente escalón en la formación académica de los estudiantes. En este nivel, se imparten los conocimientos fundamentales en áreas como matemáticas, ciencias, lengua y cultura general, preparando a los alumnos para enfrentar con éxito los retos educativos venideros.
Finalmente, la Telesecundaria 788 ofrece una educación secundaria de calidad, centrada en el desarrollo integral de los adolescentes. Aquí se promueve el pensamiento crítico, la responsabilidad y el trabajo en equipo, preparando a los estudiantes para su ingreso a niveles educativos superiores o para integrarse al mundo laboral con las competencias necesarias.
Estas tres instituciones educativas no solo brindan conocimientos académicos, sino que también juegan un papel crucial en la formación de valores, el fortalecimiento de la identidad cultural y el fomento del espíritu de comunidad en Acuatempa. Son pilares fundamentales que contribuyen al crecimiento y al desarrollo integral de las nuevas generaciones en este hermoso pueblo.

## Religión
En Acuatempa, la religión católica ocupa un lugar central en la vida de sus habitantes, marcando el ritmo de las celebraciones y festividades a lo largo del año. La comunidad se une en torno a las tradiciones y rituales propios de esta fe, participando activamente en las celebraciones de días festivos católicos que son de gran importancia para todos.
Una de las celebraciones más significativas es la Semana Santa, un período de reflexión y devoción que se vive con profunda solemnidad en Acuatempa. Durante esta semana, se llevan a cabo procesiones, representaciones teatrales de la Pasión de Cristo y actividades religiosas que conmemoran la crucifixión y resurrección de Jesucristo, reafirmando así la fe y el compromiso espiritual de la comunidad.
Asimismo, las festividades decembrinas son otro momento destacado en el calendario religioso de Acuatempa. Durante el Adviento y la Navidad, se realizan novenas, posadas y otras actividades que celebran el nacimiento de Jesús, llenando las calles y hogares con música, luces y alegría compartida entre familias y vecinos.
Estas festividades católicas no solo son ocasiones para la expresión de la fe, sino también momentos de unión y convivencia entre los habitantes de Acuatempa. La religión católica, con su rica tradición y simbolismo, forma parte integral de la identidad cultural y espiritual de este pueblo, fortaleciendo los lazos comunitarios y transmitiendo valores de solidaridad, esperanza y amor al prójimo.

## Turismo

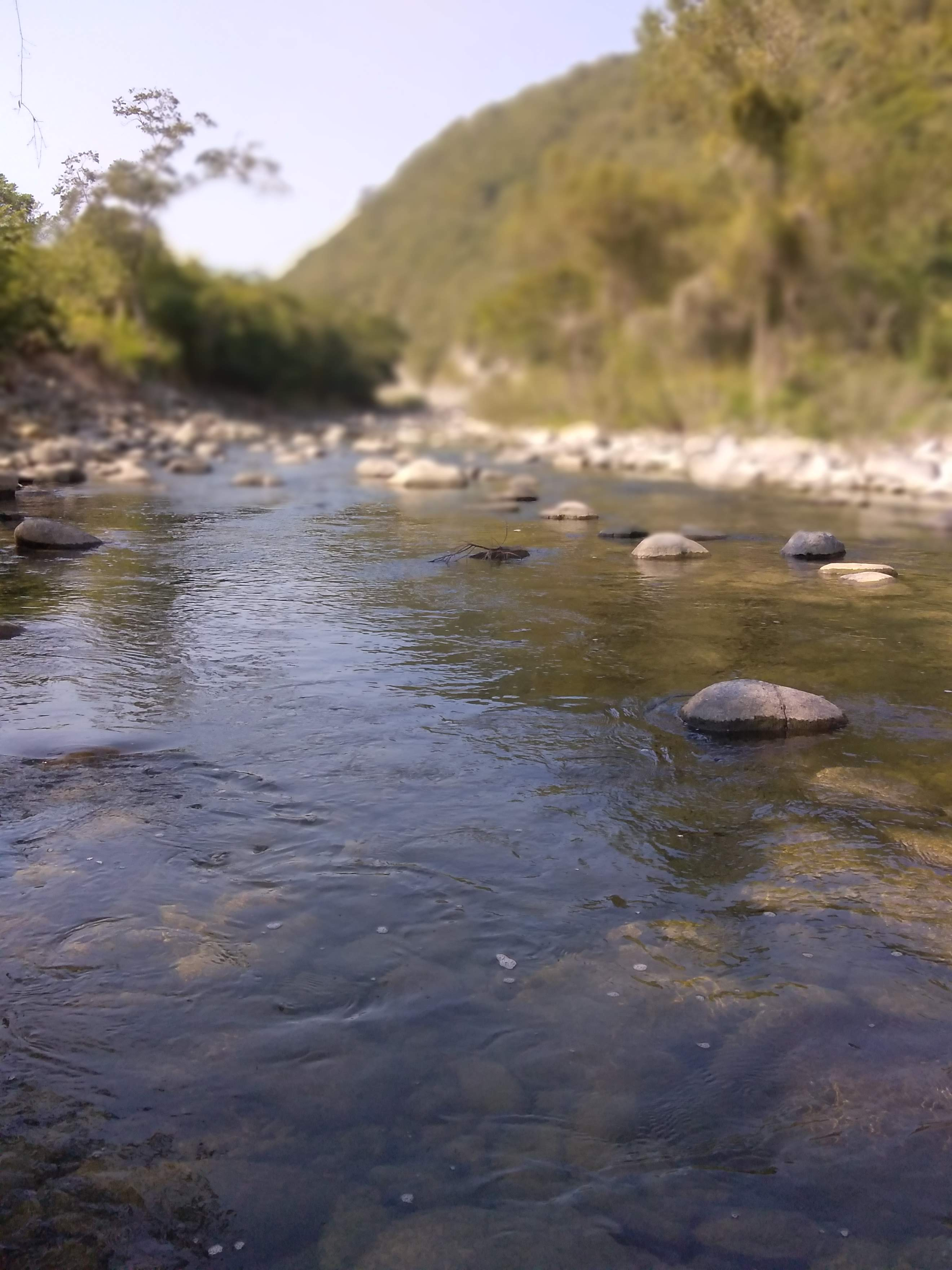
Bienvenidos al majestuoso río de Acuatempa, una joya natural que fluye serpenteante a lo largo de paisajes exuberantes y cautivadores. Este río, que es el corazón acuático de nuestra comunidad, tiene una historia que se entrelaza con la vida y las tradiciones locales.

Aunque Acuatempa no recibe una gran afluencia turística, su encanto natural es un tesoro para quienes lo descubren. El turismo en esta región se enfoca en la exploración de sus paisajes naturales, que ofrecen una diversidad de experiencias al aire libre.
Los cerros que rodean Acuatempa invitan a los visitantes a realizar caminatas y disfrutar de vistas panorámicas impresionantes. Las lagunas y ríos brindan espacios tranquilos para la pesca y el contacto con la naturaleza, mientras que los manantiales ofrecen aguas cristalinas y refrescantes.
Los parques y potreros son ideales para picnics y actividades al aire libre en familia o con amigos. Los bosques, con su flora y fauna autóctonas, son escenarios perfectos para el ecoturismo y la observación de aves y otros animales silvestres.
Los ríos aptos para nadar son lugares populares durante el verano, donde tanto lugareños como turistas disfrutan de momentos de diversión y relajantes en el agua. Las cascadas son otro atractivo natural, con su belleza escénica y la posibilidad de refrescarse bajo sus caídas de agua.
En general, Acuatempa ofrece un turismo enfocado en la naturaleza y el contacto directo con sus paisajes vírgenes. Para quienes buscan escapar del bullicio urbano y conectar con entornos naturales auténticos, este destino es un oasis de tranquilidad y belleza natural por descubrir.

## Geografía
Se encuentra en la región geográfica de la Huasteca hidalguense. A la localidad le corresponden las coordenadas geográficas 21° 04’ 15.014” de latitud norte y 98° 28’ 14.887” de longitud oeste, con una altitud de 255 m s. n. m. Cuenta con un clima semicálido húmedo con lluvias todo el año.
En cuanto a fisiografía se encuentra dentro de la provincia de la Sierra Madre Oriental, dentro de la subprovincia del Carso Huasteco; su terreno es de sierra. En lo que respecta a la hidrografía se encuentra posicionado en la región de Pánuco, dentro de la cuenca del río Moctezuma, en la subcuenca de río Los Hules.

## Demografía
En 2020 registró una población de 966 personas, lo que corresponde al 0.76 % de la población municipal. De los cuales 474 son hombres y 492 son mujeres.
| Gráfica de evolución demográfica de Acuatempa entre 1970 y 2020                              |
|                                                                                              |
| Población de los censos y conteos del Instituto Nacional de Estadística y Geografía (INEGI). |